# Dieci Benedetti
Dieci Benedetti (in arabo العشرة المبشرون بالجنة‎?, al-'Ašara al-Mubaššarūn bi-l-janna), ossia "I Dieci benedetti nel Paradiso" è il nome dato dal profeta dell'Islam Maometto ai suoi dieci più antichi e fidati Compagni (Ṣāḥib) dei quali profetizzò la salvezza eterna paradisiaca. Sono gli equivalenti degli apostoli cristiani.
Secondo la tradizione islamica questi furono:
- Abū Bakr
- ʿUmar b. al-Khaṭṭāb
- ʿUthmān b. ʿAffān
- ʿAlī b. Abī Ṭālib
- Ṭalḥa b. ʿUbayd Allāh
- al-Zubayr b. al-ʿAwwām
- ʿAbd al-Raḥmān b. Awf
- Saʿd b. Abī Waqqāṣ
- Saʿīd b. Zayd
- Abū ʿUbayda b. al-Jarrāḥ